# Internationale Jazzwoche Burghausen
Die Internationale Jazzwoche Burghausen ist ein seit 1970 jährlich im Frühjahr stattfindendes Jazzfestival im oberbayerischen Burghausen.

## Hauptteil
Das Festival hat sich in Bayern als eine der regelmäßigen Veranstaltungen dieser Art mit hochrangigen nationalen und internationalen Gästen etabliert. So traten u. a. Chris Barber, Roy Hargrove, McCoy Tyner und Dave Brubeck in Burghausen auf. Außerdem waren 2006 die folgenden Künstler zu hören: Jan Garbarek, Viktoria Tolstoy, Ron Carter, Lalo Schifrin & die BBC Bigband, Abdullah Ibrahim, Ernestine Anderson und Diane Schuur. 
Eine Neuerung ist seit 2006 der „Next Generation Day“, d. h. an einem Sonntag treten dort Newcomer auf. Das erste Programm dieser Serie präsentierten 2006 Cyminology, Nadia Maria Fischer, Tré und Christian Krischkowsky. 2009 wurde im Rahmen der Jazzwoche erstmals der Europäische Burghauser Nachwuchs-Jazzpreis vergeben. Fester Bestandteil der Jazzwoche ist auch ein Blueskonzert, bei dem u. a. Big Jay McNeely, Gene Conners, John Lee Hooker Jr., Joe Louis Walker, Dana Gillespie oder Angela Brown aufgetreten sind.
Vom 12. bis 17. März 2024 fand die 53. Internationale Jazzwoche Burghausen statt, bei der u. a. wiederum der amerikanische Bassist Ron Carter auftrat.
Neben den Hauptkonzerten, die in der Wackerhalle, der Versammlungshalle der ortsansässigen Wacker Chemie AG, stattfinden, gibt es während der Jazzwoche auch ein vielseitiges Zusatzprogramm. So zum Beispiel die Jazznights in verschiedenen Lokalen und Gaststätten der Altstadt von Burghausen, aktuelle Musikfilme im Kino „Ankersaal“, einen Frühschoppen oder Jam-Sessions im Jazzkeller des historischen Mautnerschlosses.
Vom Bayerischen Rundfunk werden zahlreiche Konzerte mitgeschnitten und gesendet. Neben der Jazzwoche wird im Juni eine Summer Jazz Night in der Altstadt veranstaltet. In Burghausen finden außerdem regelmäßig Jazzkurse statt, die bis 2024 von dem künstlerischen Leiter und Mitgründer des Festivals, Joe Viera, organisiert wurden.

## Geschichte
Der örtliche Gerichtsvollzieher Helmut Viertl (* 17. April 1936; † 22. Januar 2023) eröffnete im ehemaligen Gasthof Zum bayerischen Löwen in der Altstadt von Burghausen im Mai 1968 den Jazzclub Birdland, nachdem er zuvor schon in Neuburg an der Donau den Jazzclub Birdland gegründet hatte. Im Winter 1969/70 präsentierte Viertl im Jazzclub die Idee eines Festivals mit dem Münchner Saxophonisten Joe Viera als Organisator (Viera reiste damals auch über das Land und präsentierte Jazzfilme). Um mehr Gäste anzulocken, wollte man auch Pop und Blues präsentieren. Das erste Festival fand vom 3. bis 8. März 1970 statt. Viera führte Jazzfilme vor, und auf dem Abschlusskonzert traten Viera mit seiner Band und Oskar Klein mit Band auf sowie der rumänische Jazzpianist János Kőrössy, der bald darauf in die USA emigrierte. Das Abschlusskonzert wurde mehrfach auf Radio Free Europe übertragen. Viertl verließ bald darauf im Streit um die musikalische Ausrichtung den Jazzclub (der Anfang 1971 einging, als der Pachtvertrag gekündigt wurde, nicht zuletzt weil bei dem jungen Publikum Drogenkonsum vermutet wurde) und gründete die IG Jazz, mit der er das nächste Festival organisierte. Auftrittsort war nun die Grübenbar. Ein weiterer Auftrittsort war der Keller des Stadtsaals und das Mautnerschloss nach dessen Umbau 1977.
Bekannte deutsche Jazzmusiker wie Albert Mangelsdorff und Peter Herbolzheimer traten auf. Viera organisierte in Burghausen auch Jazzkurse. 1975 erhielt das Festival auch internationale Stargäste (Dollar Brand, Oscar Peterson, Joe Pass). 1976 wurde das Festival noch bekannter, als Chet Baker dort vor seinem Auftritt verhaftet wurde und bis die Kaution gestellt wurde, in der örtlichen Polizeizelle einsaß. Ebenfalls 1976 traten die Dutch Swing College Band auf, Papa Bue’s Viking Jazzband und die Old Metropolitan Band. 1977 trat Benny Waters auf, 1978 Dizzy Gillespie, 1979 Horace Silver und das Art Ensemble of Chicago, 1980 Stephane Grappelli, McCoy Tyner, Max Roach und Mel Lewis, 1981 Clark Terry, Stan Getz und Ron Carter, 1982 Randy Brecker, Ray Brown, Bobby Hutcherson, 1983 Lester Bowie, Baden Powell, Benny Golson und Art Farmer. Das Festival wurde seit 1982 regelmäßig vom Bayerischen Fernsehen aufgezeichnet. 1984 zog man vom Mautnerschloss in die Wackerhalle um, da diese mehr Zuhörer fasste. 
Ende der 1980er Jahre beschloss man, auch das Auftaktkonzert – zuvor regionalen Musikern vorbehalten – mit internationalen Stars zu besetzen. 1988 trat Dave Brubeck auf, 1990 das Modern Jazz Quartet, 1992 Al Di Meola, 1993 Jim Hall und 1994 B. B. King. Helmut Viertl gab beim 25-jährigen Jubiläum 1994 die Leitung an seinen bisherigen Stellvertreter Herbert Hebertinger ab. Die künstlerische Leitung hatte weiterhin Joe Viera. Der Termin wurde 2000 von der zweiten Märzhälfte auf Anfang Mai verlegt und 2005 auf Mitte April. Nach dem Tod von Hebertinger 2004 übernahm Herbert Rißel die Leitung, der zuvor für die Tontechnik des Festivals zuständig war. Ab 2009 wurde der Europäische Burghauser Nachwuchs-Jazzpreis verliehen. Zum 40-jährigen Jubiläum 2009 kamen rund 8.500 Besucher in die Konzerte, zum 50-jährigen Jubiläum 2019 steigerte sich die Besucherzahl sogar auf 10.500. Nach den Ausfällen durch die COVID-Pandemie kamen 2023 wieder 7.000 Menschen, um das Programm der Jazzwoche zu erleben.

## Europäischer Burghauser Nachwuchs-Jazzpreis
(European Young-Musicians Jazz-Award of Burghausen)
Er wird verliehen an Nachwuchsbands (Höchstalter 30 Jahre) und ist mit insgesamt 15.000 Euro dotiert. Preisträger waren
- 2009: Kühntett, Axel Kühn (Bass), Christoph Heckeler (Piano), Marcel Gustke (Schlagzeug) und Alexander Kuhn (Saxophon)
- 2010: Exultet aus Frankreich mit Christophe Girard (Akkordeon), William Rollin (Gitarre) und dem Schlagzeuger und Perkussionisten Stanislas Delannoy
- 2011: Beats and Pieces, Big Band aus Manchester; Solistenpreis: Dierk Peters (Vibraphon, Offshore Quartett Köln)
- 2012: Red Balloon, Big Band um Malte Schiller (Saxophon, Komponist); Solistenpreis: Raphael Jost (Gesang, Klavier)[8]
- 2013: Matiss Cudars Quartet
- 2014: Elliot Galvin Trio, mit Elliot Galvin, Tom McGradie und Simon Roth; Solistenpreis an Artur Tuźnik
- 2015: Malstrom, deutsch-tschechisches Trio mit Salim Javaid (Saxophon), Axel Zajac (Gitarre) und Jo Beyer (Schlagzeug)
- 2016: Das Kammerer Orköster; Solistenpreis: Jan Felix May
- 2017: Filippo Vignato Trio mit Yannick Lestra und Attila Gyárfás; Solistenpreis der Stadt Burghausen: Matthias Lindermayr
- 2018: Leléka mit Viktoria Anton (Gesang), Robert Wienröder (Klavier), Thomas Kolarczyk (Kontrabass), Jakob Hegner (Schlagzeug); Solistenpreis: Auxane Cartigny
- 2019: LBT mit Maximilian Hirning und Sebastian Wolfgruber; Solistenpreis: Kacper Smoliński
- 2022: Szymon Klekowicki Sextett (2. Platz: Nico Theo Quintett;  3. Platz: Aurora Oktett)
- 2023: Nils Kugelmann Trio[9] (2. Platz: Michele Sannelli & The Gonghers Quintett; 3. Platz: Jarecki Jazz Octet; Solistenpreis: Nico Tangherlini)
- 2024: Simone Locarni (Solopiano; 2. Platz: Horntet; 3. Platz: Bliss Quintet; 4. Platz: Loek van den Berg Quintet; 5. Platz Tamás Jurisits Group; Solistenpreis: Rino Sivathas, Schlagzeug)

Seit Einführung des Preises sitzen in der Jury der Musiker Joe Viera (Leitung bis 2022) sowie die Musikjournalisten Roland Spiegel, Ralf Dombrowski und Reinhard Köchl. Seit 2023 ist anstelle von Viera jeweils der Vorjahressieger Mitglied der Jury sowie ab 2024 als weitere Neuerung die Pianistin Johanna Summer.

## Street of Fame
Im Jahr 2001 hat die Stadt Burghausen in der Straße In den Grüben eine sog. Street of Fame eingerichtet, um ausgewählten Jazzmusikern, die bereits in Burghausen zu Gast waren, eine Ehrung zuteilwerden zu lassen. In den Gehweg eingelassen sind rechteckige Reliefplatten, die jeweils den Namen, die Lebensdaten und die Unterschrift des Geehrten tragen. Die Street of Fame verläuft zwischen mittelalterlichen Häusern: ein Kontrast, der von den Initiatoren durchaus so beabsichtigt wurde.

## Fotogalerie

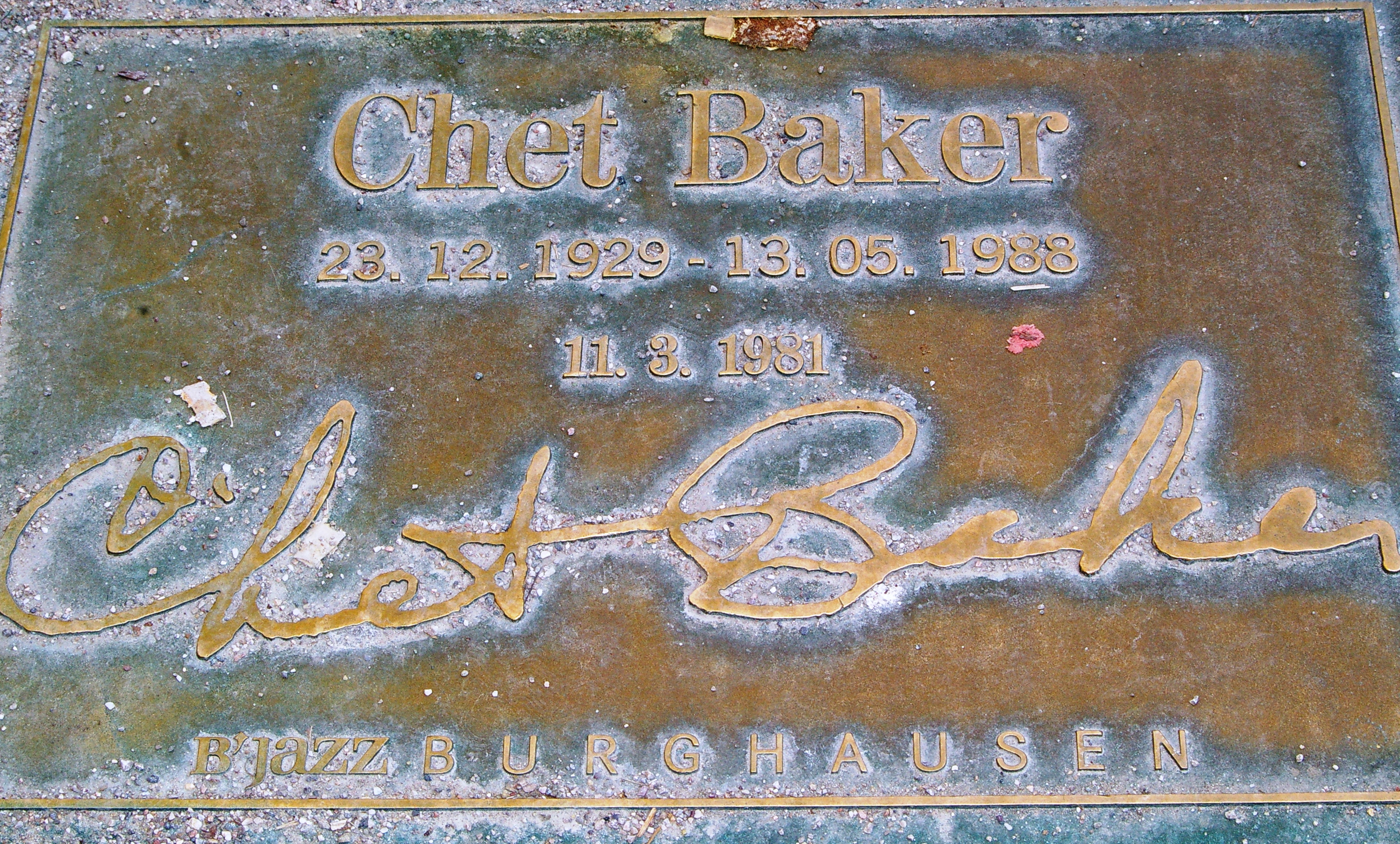
Street of Fame Chet Baker
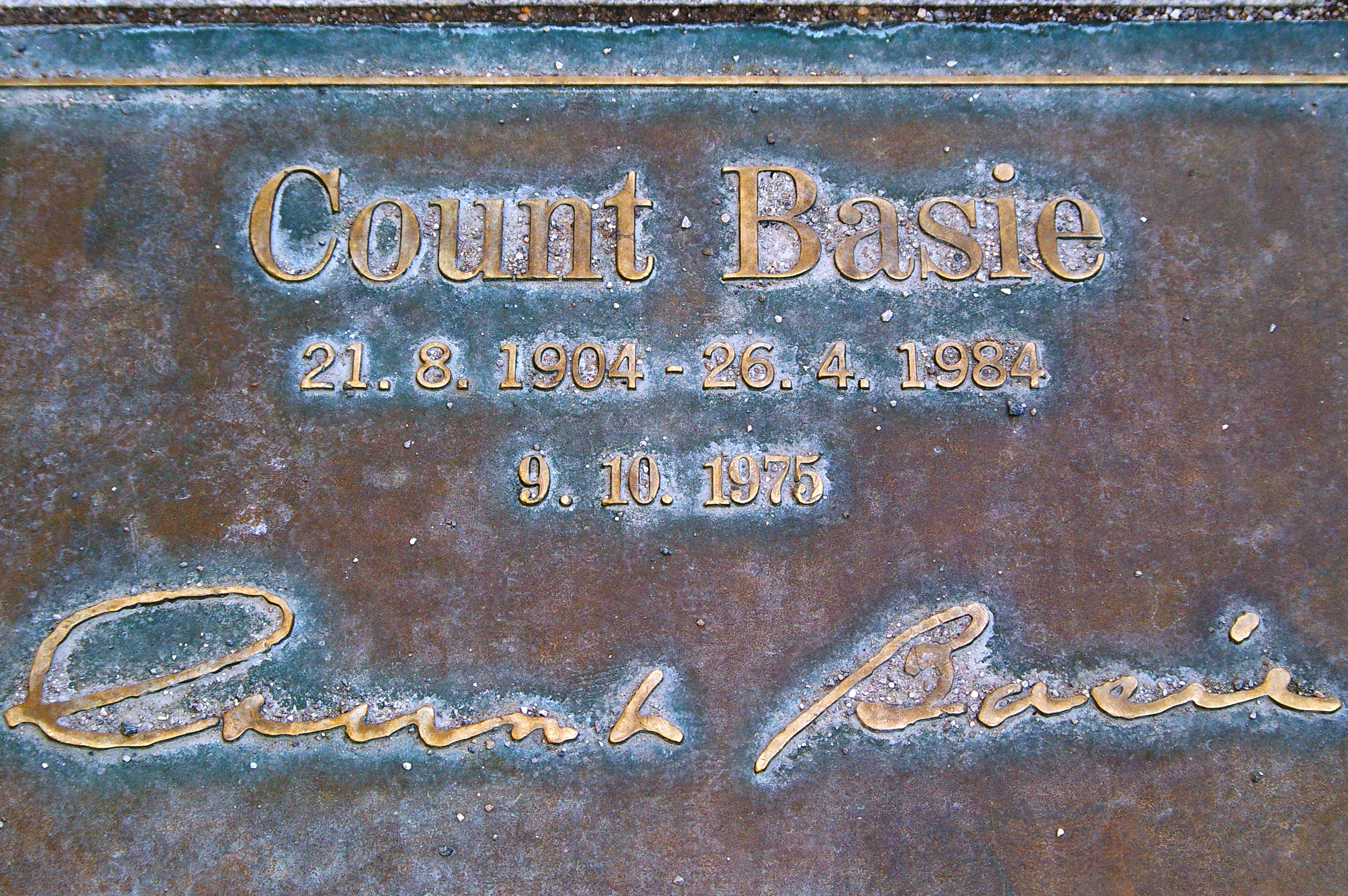
Street of Fame Count Basie
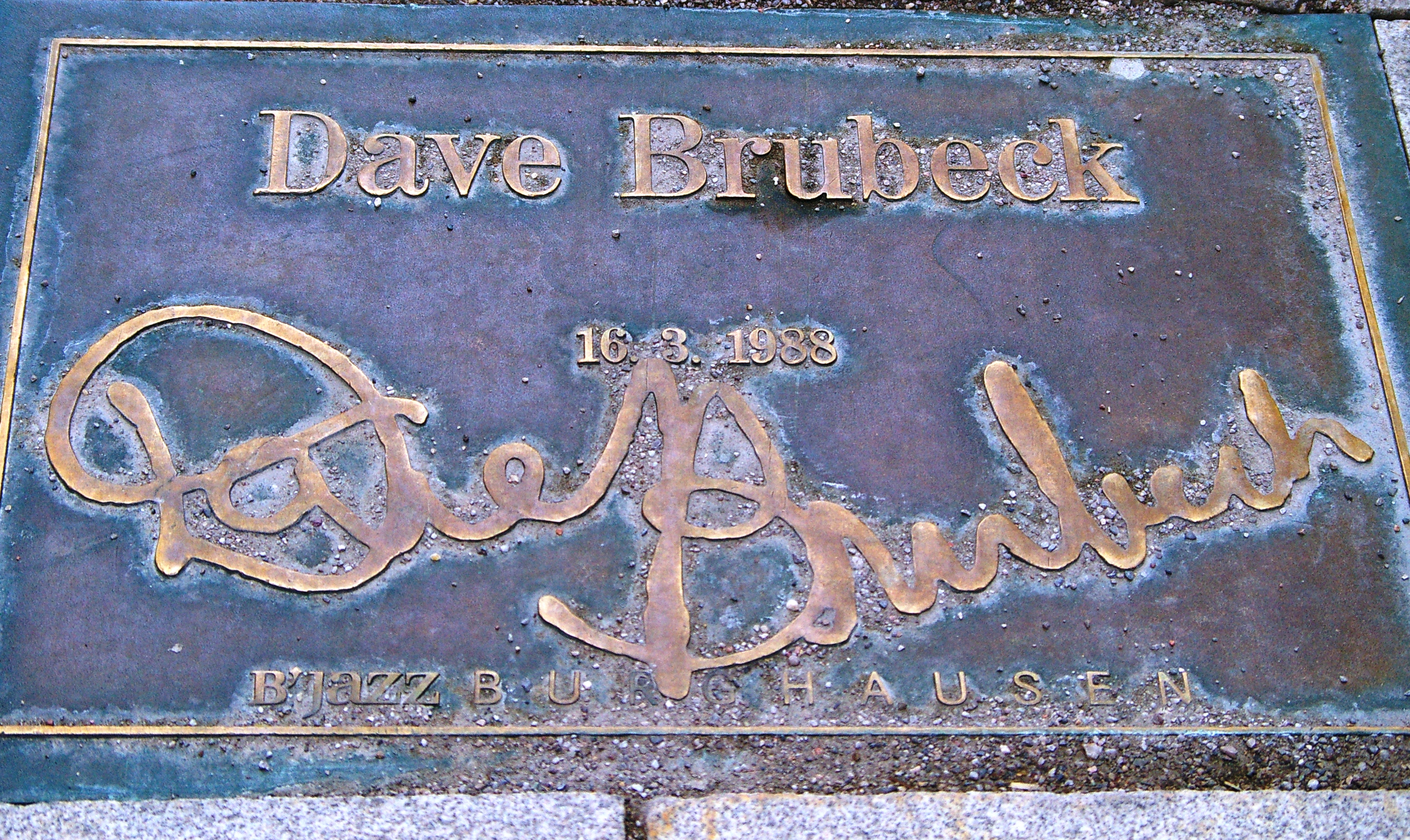
Street of Fame Dave Brubeck
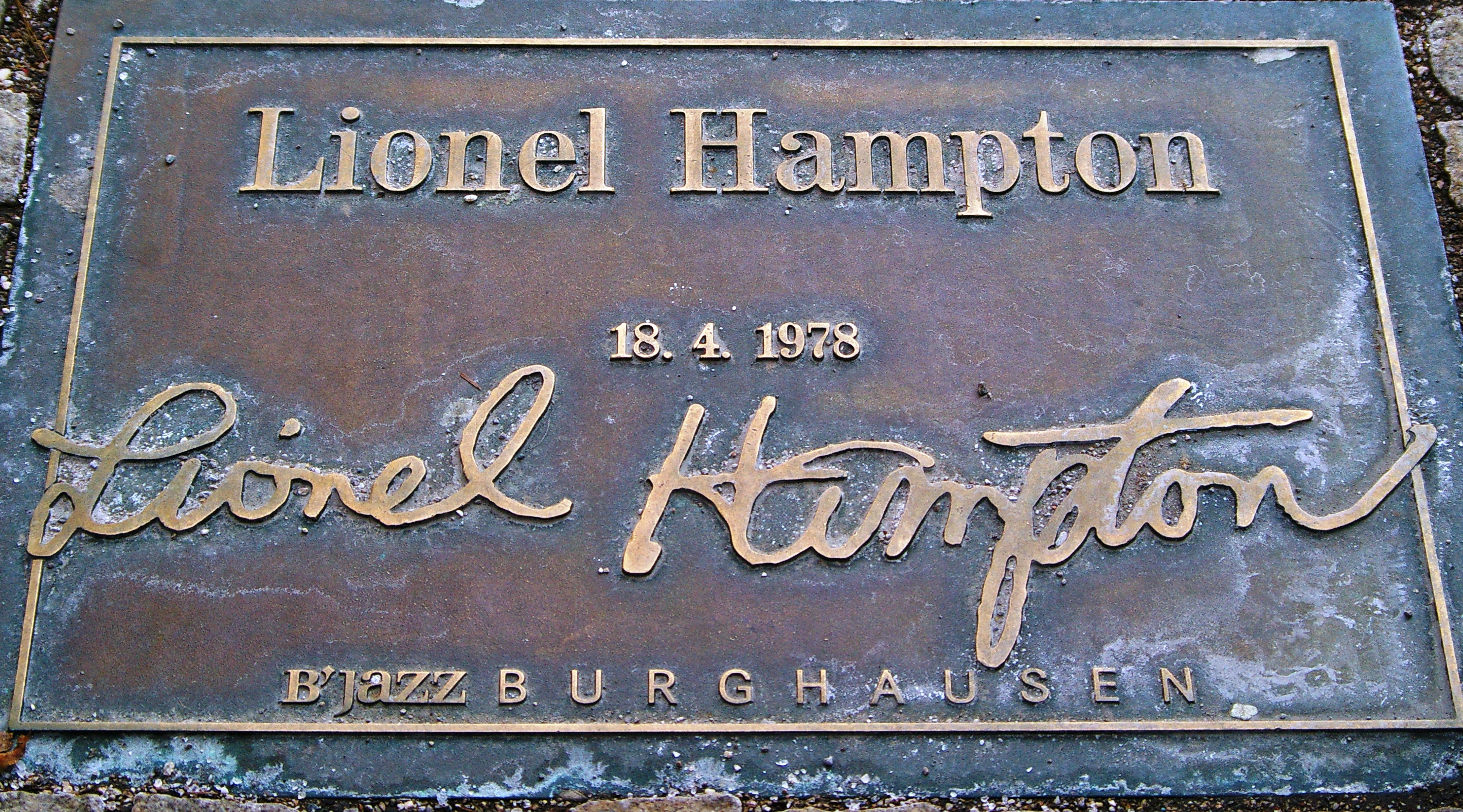
Street of Fame Lionel Hampton
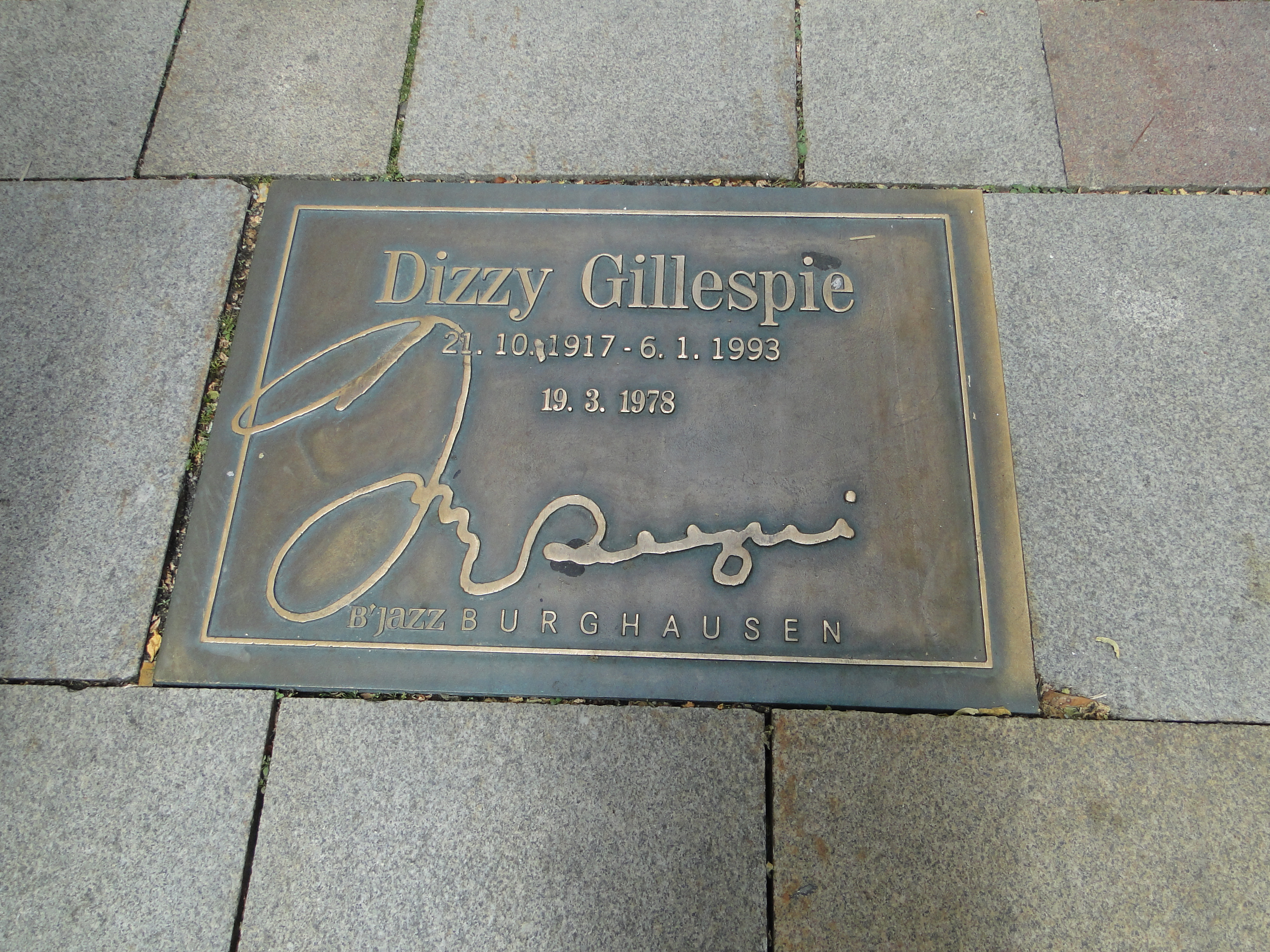
Street of Fame Dizzy Gillespie
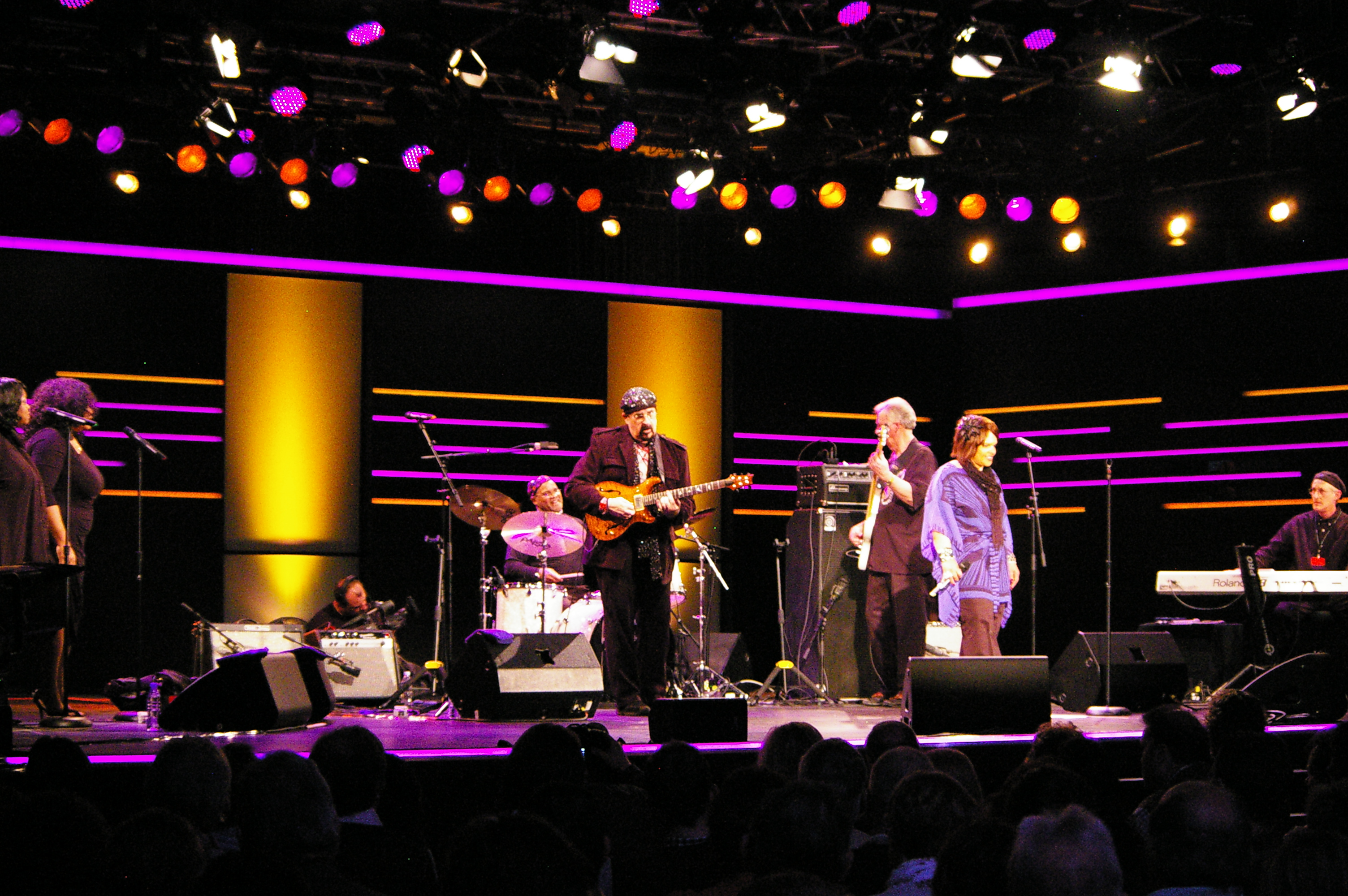
Teeny Tucker Band Burghausen 2011
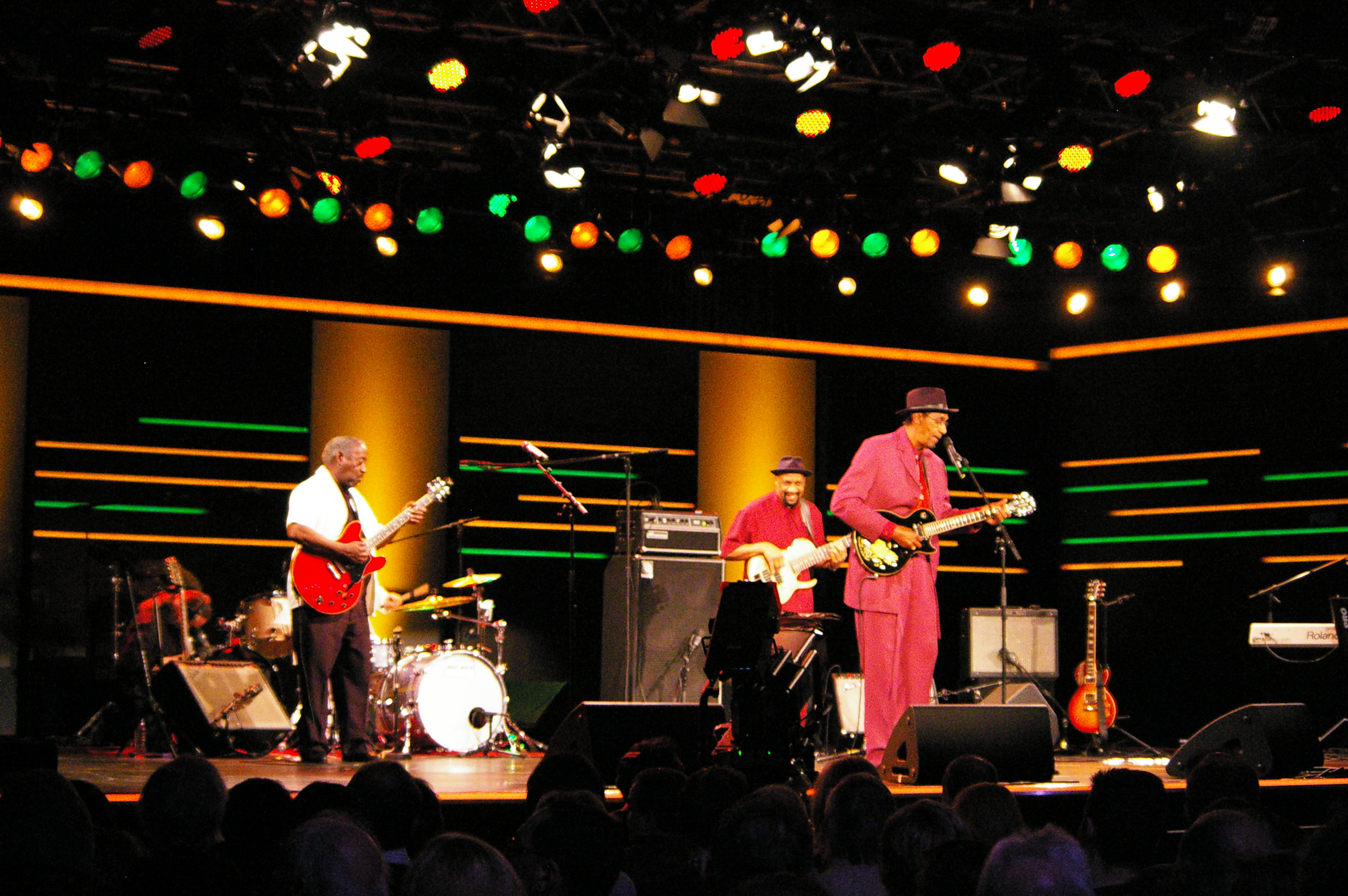
Music Maker Blues Revue Burghausen 2011